# Сан Марко (площад)
Вижте пояснителната страница за други значения на Сан Марко.
„Сан Марко“ (на италиански: Piazza San Marco) е основният площад във Венеция, Италия.
Площадът през 9 век представлява малко пространство пред тогавашната базилика „Сан Марко“. Разширен е до съвременния си размер и форма през 1177 г., когато река Батарио, ограничаваща го от запад, и пристанищен док, изолиращ Двореца на дожите от площада, са запълнени. Реконструкцията е извършена за срещата на папа Александър III с император Фридрих Барбароса.
Площадът е местоположението на всички важни сгради на Венецианската република и е седалище на архиепископия от 19 век. На него са се провеждали и се провеждат венецианските фестивали. Като централна забележителност на Венеция, площадът е много популярен сред туристите, фотографите и гълъбите.
Площадът е наречен от Наполеон „най-елегантния салон на Европа“.